# Ley Campoamor
La expresión ley Campoamor se usa a modo de metáfora, o de recurso retórico, con que poder decir a alguien que se ha hecho una interpretación interesada de algo, ya sea de un hecho o bien de una disposición legal o reglamentaria. En la Administración pública española es una expresión usada con cierta frecuencia en aquellas ocasiones en las que un jefe hace interpretación, apreciación, o aplicación, de reglamentos a su albedrío, sin que sea coincidente con su interpretación general y comúnmente aceptada o entendida. En estos casos arbitrarios se dice entonces que la persona en cuestión aplica la ley Campoamor.

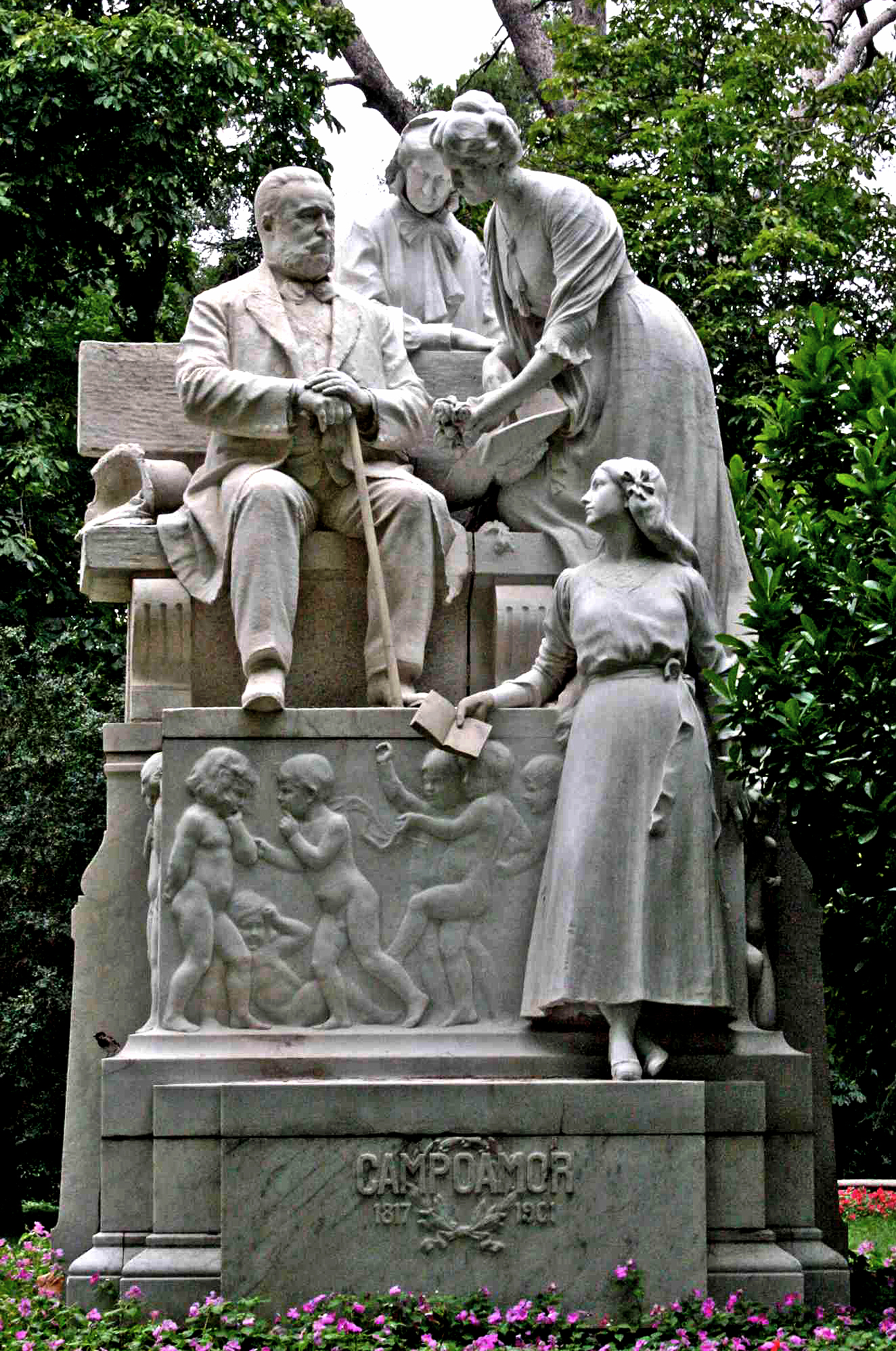
Monumento dedicado al poeta Ramón de Campoamor, con estatua de su figura, en el Parque del Retiro de Madrid.

## Origen
El dicho «ley Campoamor» se basa en el texto del famoso poema LIX, titulado "Las dos linternas", dedicado a Guillermo Laverde Ruiz y que forma parte de la obra Doloras (1846) de Ramón de Campoamor, que dice: «Y es que en el mundo traidor / nada hay verdad ni mentira: / todo es según el color / del cristal con que se mira», lo que  supone una manera de expresar, y admitir, que nada vale, que ningún valor es inmutable, y que inevitablemente impera el subjetivismo, la arbitrariedad, y el relativismo, en todas las facetas de nuestro mundo (por ello, traidor a la verdad y justicia, según el poeta), sin embargo, la afirmación de Campoamor no afecta solamente al relativismo y el subjetivismo, sino también a un desencanto del mundo, donde la referencia al "mundo traidor" significa que el mundo en sí, la realidad, no es confiable, es sujeto de desconfianza debido a que cambia, se transforma, un día nos muestra un rostro y otro día otro. Ello supone que en el poema de Campoamor lo mismo impera el subjetivismo, con la referencia al color del cristal con que se mira, que la desconfianza hacia el mundo y su constante transformación.